# Mensura
Cet article concerne une ville de l'Érythrée. Pour le district du même nom, voir Mensura (district).
Mensura est une localité de l'Érythrée[réf. nécessaire]. Elle donne son nom au district de Mensura, dans la région Gash-Barka. La densité de population de la zone est d'environ 33 hab./km2.